# Нуций, Иоганн
Иоганн Нуций (лат. Johannes Nucius (Nux, Nucis); ок. 1556, Гёрлиц — 25 марта 1620) — немецкий композитор и музыкальный теоретик позднего Возрождения и раннего барокко. Находясь вдалеке от крупных центров музыкальной деятельности, составил влиятельный научный труд о риторическом применении композиционных приёмов.

## Биография
Иоганн Нуций родился в городе Гёрлиц, в Нижней Силезии. Учился в гимназии в Гёрлице у Иоганна Винклера, который оказал на Нуция такое влияние, что тот ссылался на него с благоговением в своих поздних работах. В 1586 он стал монахом в одном из монастырей в Верхней Силезии и там получил гуманитарное образование в дополнение к своему музыкальному. Поднимаясь по служебной лестнице, он становится дьяконом в монастыре, а затем аббатом в Гиммелвитце (сейчас Емельница, Польша). Однако в 1598 году он передал большую часть своих обязанностей помощникам, а сам занялся написанием музыкального трактата. Иоганн Нуций умер в Емельнице в 1620 году.

## Произведения
Нуций опубликовал два сборника мотетов, содержащих в общей сложности 102 мотета и несколько месс, его произведения были опубликованы в Праге и Легнице. Сочинения были в гомофонном стиле, но с изобилием выразительных средств, точное применение которых он впоследствии подробно описал в своем основном трактате «Наставления в искусстве музыкальной композиции» («Musices poeticae, sive de compositione cantus praeceptiones», 1613). Этот научный труд принёс ему славу и авторитет, его известность продолжалась как минимум до XVIII века. Трактат Нуция повлиял на три знаменитых немецких трактата эпохи барокко: «Устройство музыки» (Syntagma musicum) (1618) Михаэля Преториуса, «Музыкальная критика» (Critica musica) (1722—1723) Иоганна Маттезона и «Музыкальный лексикон» (Musicalisches Lexicon) (1732) Иоганна Готфрида Вальтера.
Основное внимание в «Наставлениях» автор уделяет контрапункту. Трактат включает в себя девять глав, которые охватывают разнообразные темы, такие как определение музыки, определение звука, интервалы, консонанс и диссонанс, музыкальные тональности, каденции, правильная техника композиции для различного числа голосов и другое. Наиболее известна седьмая глава с уникальным перечнем конкретных музыкальных методов, которые могут быть использованы для выражения различных чувств. Все методы, описанные Нуцием, приведены с текстовыми примерами для непосредственного практического применения. Некоторые из этих методов введены им впервые, например, использование паузы для усиления драматического эффекта.
Это первое в немецком барокко сравнение музыкальных и риторических методов, идея, которая была позднее расширена Бурмейстером, Иоахимом Тюрингом и Маттезоном.
Хотя многое в творчестве Нуция основано на работах композиторов прошлого, в частности франко-фламандского композитора Орландо ди Лассо, в разделе о риторических методах в музыке он оригинален и выражает быстро меняющуюся практику переходного периода от Возрождения к барокко.